# Oliver Stević
Oliver Stević (* 18. Januar 1984 in Šabac, SR Serbien) ist ein serbischer Basketballspieler. Nachdem er zu Karrierebeginn in der heimischen Liga gespielt hatte, war Stević einige Jahre in Polen aktiv, bevor er in der BBL-Saison 2010/11 für den deutschen Erstligisten EWE Baskets aus Oldenburg spielte. Nach Stationen in Spanien und Italien gewann Stević mit Stelmet Zielona Góra 2013 die polnische Meisterschaft. Darauf folgten zwei Jahre in der Türkei, bevor er zur Saison 2015/16 in die spanische Liga ACB zurückkehrte, wo er für Montakit Fuenlabrada spielt.

## Karriere
Stević begann seine Karriere in den Jugendmannschaften von FMP Železnik Belgrad. Nachdem er mit KK Borac in Čačak in die höchste nationale Spielklasse aufstieg, war er in der Spielzeit 2005/06 zunächst für den Ligakonkurrenten Mašinac in Kraljevo aktiv, bevor er am Ende der Spielzeit im slowenischen Koper spielte. Für die folgende Spielzeit wechselte er dann in die höchste polnische Spielklasse zu Śląsk nach Breslau. Mit dem polnischen Rekordmeister konnte er in den folgenden Spielzeiten zweimal den dritten Platz in der nationalen Meisterschaft belegen. Zu Beginn der Spielzeit 2008/09 wechselte er zum Ligakonkurrenten Anwil aus Leslau, den er jedoch nach zwei Monaten im Dezember 2008 wieder verließ.
Im Januar 2009 kehrte Stević nach Belgrad zurück und spielte für Roter Stern, die 2010 ebenfalls einen dritten Platz in der nationalen Meisterschaft holten. Anschließend holte ihn sein Landsmann Predrag Krunić in die deutsche Basketball-Bundesliga zu den EWE Baskets Oldenburg. Der Meister von 2009 scheiterte jedoch in der ersten Play-off-Runde um die Meisterschaft 2011 an Alba Berlin. Zu Beginn der folgenden Spielzeit bekam Stević einen Monats-Vertrag in der spanischen Liga ACB beim baskischen Verein Gescrap Bizkaia aus Bilbao. Nachdem dieser Vertrag nicht verlängert worden war, wechselte er in die italienische Lega Basket Serie A zum Aufsteiger AS Junior Libertas aus Casale Monferrato. Dieser belegte jedoch am Ende der Spielzeit den letzten Platz und stieg wieder ab. Stević kehrte daraufhin für die Spielzeit 2012/13 nach Polen zurück, wo mit dem Meisterschaftsdritten Stelmet Zielona Góra nur knapp am Einzug ins Viertelfinale im Eurocup 2012/13 scheiterte. In der polnischen Meisterschaft konnte man Serienmeister Asseco Prokom Gdynia ablösen und gewann die Finalserie gegen Turów Zgorzelec. Für die folgende Saison 2013/14 unterschrieb Stević dann einen Vertrag in der Türkiye Basketbol Ligi beim Vorjahresaufsteiger aus Gaziantep.